# Belitsa (kommun)

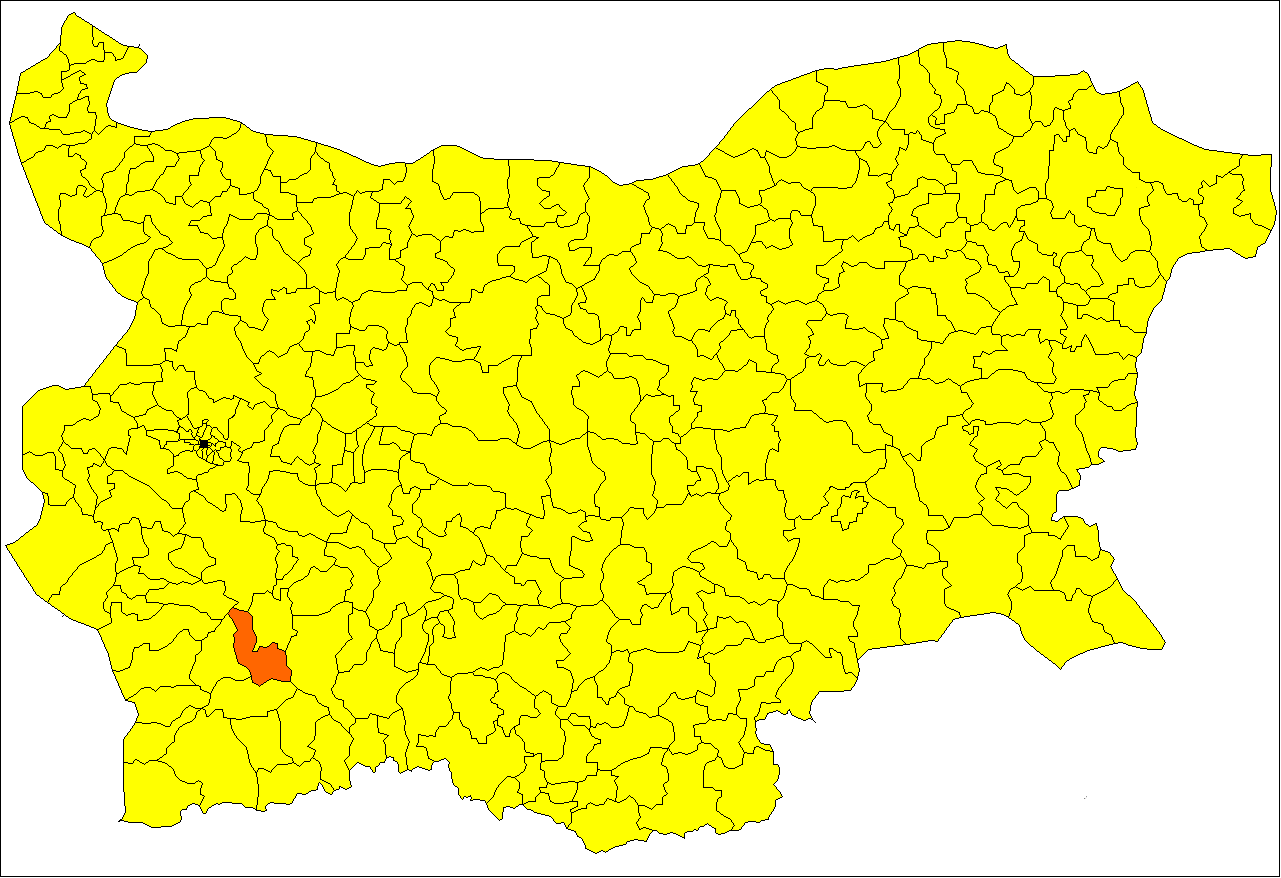
Bansko kommun.

Belitsa kommun (på bulgariska: община Белица) är en kommun i Blagoevgrad region i Bulgarien. Centralort är Belitsa. Kommunens yta är 293 km² och folkmängden 9795.

## Geografi
Belitsa kommun ligger mellan Rilabergen och Rodopibergen. Det finns 12 orter i kommunen:
Orter i Belitsa kommun:
| - Babjak - Belitsa - Dagonovo - Gorno Kraisjte - Gălăbovo - Kraisjte | - Kuziovo - Ljutovo - Ortsevo - Palatik - Tjeresjovo - Zlataritsa |